# Адміністративний устрій Верхньодніпровського району
Адміністративний устрій Верхньодніпровського району — адміністративно-територіальний поділ Верхньодніпровського району Дніпропетровської області на 2 міські ради, 2 селищні ради та 11 сільських рад, які об'єднують 69 населених пунктів та підпорядковані Верхньодніпровській районній раді. Адміністративний центр — місто Верхньодніпровськ.

## Список радВерхньодніпровського району
| №  | Назва                             | Центр                | Населені пункти | Площа км² | Місце за площею | Населення (2001), чол. | Місце за населенням | Розташування |
| -- | --------------------------------- | -------------------- | --- | --------- | --------------- | ---------------------- | ------------------- | ------------ |
| 1  | Верхівцевська міська рада         | м. Верхівцеве        | м. Верхівцеве с-ще Соколівка с. Широке                                                                                               |           |                 |                        |                     |              |
| 2  | Верхньодніпровська міська рада    | м. Верхньодніпровськ | м. Верхньодніпровськ |           |                 |                        |                     |              |
| 3  | Дніпровська селищна рада          | смт Дніпровське      | смт Дніпровське |           |                 |                        |                     |              |
| 4  | Новомиколаївська селищна рада     | смт Новомиколаївка   | смт Новомиколаївка с. Братське с. Воєводівка с. Чепине с. Чкаловка                                                                   |           |                 |                        |                     |              |
| 5  | Боровківська сільська рада        | c. Боровківка        | c. Боровківка с. Авксенівка с. Вільні Хутори с. Матюченкове с. Павло-Григорівка с. Ярок                                              |           |                 |                        |                     |              |
| 6  | Бородаївська сільська рада        | c. Бородаївка        | c. Бородаївка с. Правобережне |           |                 |                        |                     |              |
| 7  | Водянська сільська рада           | c. Водяне            | c. Водяне с. Андріївка с. Діденкове с. Зелене с. Зуботрясівка с. Кривоносове с. Миколаївка с. Солов'ївка с. Томаківка                |           |                 |                        |                     |              |
| 8  | Ганнівська сільська рада          | c. Ганнівка          | c. Ганнівка с. Заполички с. Клин с. Мости с. Новоселівка с. Попівка                                                                  |           |                 |                        |                     |              |
| 9  | Дмитрівська сільська рада         | c. Дмитрівка         | c. Дмитрівка с. Дідове с. Доброгірське с. Кринички с. Кушнарівка с. Мар'янівка с. Мотронівка с. Новоганнівка с. Посуньки с. Соколове |           |                 |                        |                     |              |
| 10 | Дніпровокам'янська сільська рада  | c. Дніпровокам'янка  | c. Дніпровокам'янка с. Івашкове с. Калужине с. Павлівка с. Суслівка                                                                  |           |                 |                        |                     |              |
| 11 | Зарічанська сільська рада         | c. Заріччя           | c. Заріччя с. Бородаївські Хутори с. Василівка с. Домоткань с. Корнило-Наталівка с. Якимівка                                         |           |                 |                        |                     |              |
| 12 | Малоолександрівська сільська рада | c. Малоолександрівка | c. Малоолександрівка с. Адалимівка с. Гранове с. Дубове с. Калинівка с. Саксагань с. Петрівка с. Полівське                           |           |                 |                        |                     |              |
| 13 | Мишурино-Різька сільська рада     | c. Мишурин Ріг       | c. Мишурин Ріг |           |                 |                        |                     |              |
| 14 | Першотравенська сільська рада     | c. Перше Травня      | c. Перше Травня с. Новогригорівка с. Підлужжя с. Самоткань с. Тарасівка                                                              |           |                 |                        |                     |              |
| 15 | Пушкарівська сільська рада        | c. Пушкарівка        | c. Пушкарівка |           |                 |                        |                     |              |